# Matayba guianensis
Matayba guianensis är en kinesträdsväxtart som beskrevs av Jean Baptiste Christophe Fusée Aublet. Matayba guianensis ingår i släktet Matayba och familjen kinesträdsväxter. Inga underarter finns listade i Catalogue of Life.